# Mossaïkó (Rhodope)
Mossaïkó (grec moderne : Μωσαϊκό) est une localité située dans le dème d'Íasmos, dans le district régional de Rhodope, dans la periphérie de Macédoine-Orientale-et-Thrace, en Grèce.
Selon le recensement de 2011, elle compte 193 habitants.